# Клементина Бельгійська
Клементина Альбертіна Марія Леопольдіна (фр. Clementine Albertine Marie Léopoldine; 30 липня 1872, Лакенський палац — 8 березня 1955, Ніцца) — принцеса Бельгійська, герцогиня Саксонська, принцеса Саксен-Кобург-Готська. Член бельгійського королівського дому і дружина претендента на французький трон з династії Бонапарт принца Наполеона Віктора.

## Біографія
Принцеса Клементина Альбертіна Марія Леопольдіна народилася в королівському палаці Лакен і була четвертою дитиною і третьою дочкою в сім'ї короля Бельгії Леопольда II (1835—1909) і його дружини Марії Генрієтти (1836—1902). Народження дочки замість очікуваного наступника зовсім засмутило відносини між батьками принцеси Клементина.
Не маючи спадкоємця, Леопольд II розглядав можливість шлюбу між Клементиною і її кузеном принцом Бодуеном (1869—1891), старшим сином свого молодшого брата графа Фландрського і майбутнім спадкоємцем бельгійського престолу. В цьому випадку принцеса Клементина стала б королевою Бельгії і трон успадковували б її нащадки. Але незважаючи на закоханість принцеси, брак не відбувся через ранню смерть принца Бодуена.
Довгий час принцеса Клементина залишалася єдиним членом сім'ї, який підтримував стосунки з королем Леопольдом II. Після скандалів і морганатичних шлюбів старших дочок, він повністю припинив з ними спілкування. У 1895 році, відчуваючи озлобленість чоловіка через відсутність спадкоємця, двір покинула і королева Марія Генрієта. Її обов'язки виконувала Клементина. В 1902 році, після смерті матері, вона офіційно стала першою жінкою королівства. Поступово і її відносини з батьком стали псуватися: через небажання дати згоду на її шлюб і зв'язок батька з Бланш Делакруа.
Померла принцеса Клементина 8 березня 1955 року в Ніцці.

## Шлюб
У 1888 році Бельгію відвідав принц Наполеон Віктор (1862—1926). Він був сином принца Наполеона Жозефа і принцеси Клотільди Савойської. По лінії батька — онук Жерома Бонапарта і принцеси Катерини Вюртембергської, яка перебувала в родинних зв'язках з будинком Романових; по лінії матері — онук короля Італії Віктора Еммануїла II і ерцгерцогині Марії Аделаїди Австрійської.
Принц Віктор був запрошений до королівського палацу, де познайомився з принцесою Клементиною. Молоді люди полюбили один одного, але, не дивлячись на зв'язок принца з багатьма королівськими будинками, Леопольд II не дав згоду на шлюб дочки. У газеті «Бельгійська незалежність» було опубліковано статтю про борг принцеси перед країною і королем. Принцеса Клементина була змушена відступити, хоча питання про шлюб піднімалося не раз.
Після смерті батька, в 1909 році, принцеса Клементина звернулася з проханням до нового короля Альберта I (молодшого брата принца Бодуена) і отримала згоду на шлюб.
14 листопада 1910 відбулося весілля принцеси Клементина і принца Віктора. Нареченій було тридцять вісім років, нареченому — сорок вісім років. Незважаючи на труднощі, шлюб був щасливим.

## Діти
- Марія Клотільда Бонапарт, принцеса Наполеон (1912—1996)
- Наполеон Луї Бонапарт, принц Наполеон (1914—1997)